# アーウェン37
アーウェン37（英語: ARWEN 37）とはイギリスのロイヤル・スモール・アームズ・ファクトリーが開発した個人携帯式の擲弾発射器である。

## 概要
アーウェン37グレネードランチャーは警察の暴徒鎮圧用に開発された。ARWEN"(アーウェン)は、"Anti Riot Weapon ENfield"(アンチ・ライオット・ウェポン・エンフィールド)の略である。
多数の暴徒に対処する際に装填の隙が少なくなるよう、5連発のトリガー駆動による自動排莢方式となっており、トリガーを引き絞ると、給弾・発射・排莢が続けて行われる。
専用の37mm×110RBグレネード弾を使用する。この弾は弾薬自体が薬室を兼用しており、そのため銃本体はアルミ合金製で、単純な構造となっている。銃身の内腔にはライフリングが施されている。回転式の弾倉は半解放式の構造を持ち、追加装填が容易で、残弾の数や弾種を容易に目視確認できる。
バリエーションとしては銃身を短縮したTactical、ストックを削ったShorty、単発式にして構造を簡素化、軽量化したACEがある。
その後、商標がカナダのポリスオーディナンス社となり現在、同社が製造している。
イギリス陸軍がL67A1として正式採用している。

## 登場作品

### 映画
『ネバーセイ・ネバーアゲイン』

### アニメ・漫画
『R.O.D -READ OR DIE-』
『ブラック・ラグーン』
『銃夢』
『砂ぼうず』
『パイナップルARMY』
『闇のイージス』
『ジーザス』

### ゲーム
『バイオハザードシリーズ』
『バイオハザード』『biohazard（リメイク版）』『バイオハザード アンブレラ・クロニクルズ』『バイオハザード0』
シリーズ第一作目ではグレネード弾・火炎弾・硫酸弾の弾薬をセットしてから全弾尽きるまで別の弾薬を切り替えることができない仕様上であった。